# Charlotte Gustavsson
Anna Christina Charlotte Gustavsson, född 27 september 1979 i Karlstad, Sverige, tillträdde som klubbdirektör för Modo Hockey 1 januari 2014. Gustavsson var då den första kvinna på VD-posten i ett SHL-lag. 
Gustavsson kom direkt från Ghana, där hon varit VD för Viasat1 Ghana, ett helägt dotterbolag till MTG. Gustavsson styrde TV-kanalen i Västafrika under 3 år, mellan 2010 och 2013.
Gustavsson var klubbdirektör för Modo Hockey mellan 2014 och 2016, och hade två starka ekonomiska år bakom sig. Elitlicensen räddades genom att visa svarta siffror så Modo kunde bygga eget kapital. Gustavsson sa upp sig själv 1 december 2015 efter att ha krigat mot bröstcancer parallellt med VD-jobbet. Modo Hockey förlorade senare våren 2016 sjunde avgörande kvalmatchen mot Leksand och degraderades till Hockeyallsvenskan. Gustavsson fick som sista uppdrag att montera ner organisationen för att passa en allsvensk kostym .
Under säsongen 2016-17 satt Gustavsson i styrelsen för Hockeyallsvenskan. Gustavsson tvingades kliva av uppdraget när hon i maj 2017 tillträdde som klubbdirektör för ytterligare ett SHL-lag, Karlskrona Hockeyklubb.
Gustavsson sitter i tre bolagsstyrelser, Everysport Media Group, Gameday Sverige AB och Strategisk Kapitalförvaltning AB.